# 33555 Nataliebush
33555 Nataliebush è un asteroide della fascia principale. Scoperto nel 1999, presenta un'orbita caratterizzata da un semiasse maggiore pari a 2,2709200 UA e da un'eccentricità di 0,1112756, inclinata di 5,21056° rispetto all'eclittica.